# Aeropuerto de Barra del Colorado
Aeropuerto de Barra del Colorado är en flygplats i Costa Rica.   Den ligger i provinsen Limón, i den nordöstra delen av landet, 110 km nordost om huvudstaden San José. Aeropuerto de Barra del Colorado ligger 6 meter över havet.
Terrängen runt Aeropuerto de Barra del Colorado är mycket platt. Havet är nära Aeropuerto de Barra del Colorado åt nordost.